# Endasys mucronatus
Endasys mucronatus là một loài tò vò trong họ Ichneumonidae.